# José Luis Perlaza
José Luis Perlaza Napa (Esmeraldas, 1981. október 6. –) ecuadori válogatott labdarúgó.
Az ecuadori válogatott tagjaként részt vett a 2006-os világbajnokságon.

## Sikerei, díjai
Olmedo
- Ecuadori bajnok (1): 2000

Barcelona SC
- Ecuadori bajnok (1): 2012